# 神戸市立青陽須磨支援学校
神戸市立青陽須磨支援学校（こうべしりつ せいようすましえんがっこう）は、兵庫県神戸市須磨区にある市立特別支援学校。肢体不自由者および知的障害者を教育対象とする。

## 設置学部
- 小学部
- 中学部
- 高等部[1]

## 歴史
「青陽」の名の通り、神戸市立青陽養護学校（のち神戸市立青陽西養護学校。平成28年度末閉校）にルーツを持つ。青陽養護の分教室が独立校となったのが本校である。独立の経緯から、当初は知的障害・高等部のみの学校として出発したが、神戸市西部の特別支援学校再編により、小学部・中学部を増設、さらに肢体不自由児童・生徒の受け入れを始め、総合的な支援学校として発展した。
- 1975年（昭和50年）10月 - 神戸市立青陽西養護学校高等部分教室を神戸市立二葉小学校内に設置。
- 1979年（昭和54年）4月 - 高等部分教室が神戸市立青陽高等養護学校として独立（知的障害・高等部のみ）。現在地に移転。
- 2009年（平成21年）4月 - 神戸市立青陽須磨支援学校へと校名変更[3]。小学部・中学部を設置。
- 2012年（平成24年）4月 - 肢体不自由部門を開設。知的・肢体不自由の2部門制となる。
- 2017年（平成29年）3月 - 神戸市立いぶき明生支援学校新設（神戸市立垂水養護学校・神戸市立青陽西養護学校との再編統合）に伴い校区変更[4]。

## 通学区域
現行の通学区域は、神戸市のうち、
- 須磨区
- 垂水区（桃山台・塩屋・福田・垂水・垂水東中学校区）

## アクセス
- 神戸市営地下鉄名谷駅から西へ徒歩10分